# Els Pelegrins
Els Pelegrins fou una colla de grallers de Bellvei (Baix Penedès) en actiu des de finals del segle xix i durant el primer terç segle xx. El grup evolucionà d'un grup familiar amb gralles seques en un primer moment cap a un grup amb gralles llargues que rebrà el nom dels Petits Pelegrins.

## Història

### Els orígens
En un inici, el grup era una formació de gralles seques format per Josep Castellví i Mañé i tres dels seus fills: Joan Castellví i Romeu («Xic Pelegrí») i Francesc Castellví i Romeu («Petit Pelegrí» o «Cisco Pelegrí») com a grallers i Salvador Castellví i Romeu («Vador Pelegrí») com a timbaler. D'aquesta primera formació hi ha documentades dues actuacions: el 1876 a Sitges acompanyant el Ball de Bastons (probablement només hi tocaren Josep Castellví i el «Xic Pelegrí») i a la Festa Major del Vendrell de 1895 acompanyant la Colla Vella dels Xiquets de Valls.

### Els Petits Pelegrins
Entre el 1917 i el 1926, la colla evolucionà i passà d'una formació familiar amb gralles seques a un quartet amb gralles de claus. Aquesta colla apareixerà amb el nom dels «Pelegrins», però, popularment, a partir dels anys vint, se'ls coneixeran com els «Petits Pelegrins» per diferenciar-los de la formació anterior. Aquest grup estarà format per Francesc Castellví («Petit Pelegrí» o «Cisco Pelegrí») com a cap i primera gralla, Josep Mercader i Ramon («l'Astó») com a segona gralla i relacions públiques, Josep Mañé i Torrents («el Gros de Llorenç») com a baix i Salvador Castellví («Vador Pelegrí») com a timbaler. Cap al 1930 es perdrà el rastre de la formació i veurem com dos dels seus membres passaran a liderar dues altres formacions: Josep Mañé («el Gros de Llorenç») els Romeas i Josep Mercader («l'Astó») els Astons.
D'aquesta formació hi ha documentades fins a nou actuacions: al Vendrell per la revetlla de Sant Pere organitzada per la Lira Vendrellenca (1926), a Tarragona acompanyant els Xiquets de Tarragona en la seva primera sortida (1926), a Vilanovai a l'Arboç acompanyant la colla unificada Xiquets de Valls (1927), a Valls en un concert per les festes del barri de Sant Pere Baix (1927), al barri de Coma-ruga del Vendrell en un ball de gralles (1928), a Llorenç del Penedès en una diada castellera (1928), a Igualada acompanyant la colla castellera dels Caneles (1930) i a Tarragona acompanyant els Xiquets de Tarragona (1930).